# غونار أندريسين
غونار أندريسين (بالدنماركية: Gunnar Andreasen)‏ (31 مارس 1914 – 4 فبراير 1996) هو ملاكم دنماركي راحل، مثّل بلاده في الألعاب الأولمبية الصيفية 1936.

## روابط خارجية
غونار أندريسين على موقع أوليمبيديا (الإنجليزية)